# Британские Виргинские Острова на летних Олимпийских играх 2004
Британские Виргинские острова принимали участие в Летних Олимпийских играх 2004 года в Афинах (Греция) в шестой раз за свою историю, но не завоевали ни одной медали.